# Юшкевич Дмитро Сергійович
Дмитро Сергійович Юшкевич (рос. Дми́трий Серге́евич Юшке́вич, нар. 19 листопада 1971, Череповець) — радянський, згодом російський хокеїст, що грав на позиції захисника. Грав за збірну команду СРСР і збірну Росії.
Олімпійський чемпіон. Провів понад 800 матчів у Національній хокейній лізі. 

## Ігрова кар'єра
Хокейну кар'єру розпочав на батьківщині 1988 року виступами за команду «Торпедо» (Ярославль).
1991 року був обраний на драфті НХЛ під 122-м загальним номером командою «Філадельфія Флаєрс». 
Протягом професійної клубної ігрової кар'єри, що тривала 23 років, захищав кольори команд «Філадельфія Флаєрс», «Торонто Мейпл-Ліфс», «Флорида Пантерс», «Лос-Анджелес Кінгс», «Динамо» (Москва), «Локомотив» (Ярославль), «Сєвєрсталь», «Металург» (Магнітогорськ), СКА (Санкт-Петербург), «Сибір» та «Кярпят».
Загалом провів 858 матчів у НХЛ, включаючи 72 гри плей-оф Кубка Стенлі.
Був гравцем молодіжної збірної СРСР, у складі якої брав участь у 21 грі. Виступав за дорослу збірну СРСР, а згодом — дорослу збірну Росії. У їх складах на головних турнірах світового хокею провів 36 ігор. Також був у складі Об'єднаної команди, що перемогла у хокейному турнірі на Олімпійських іграх 1992 року.

## Досягнення
- Олімпійський чемпіон 1992, Альбервіль; срібний призер Олімпійських ігор 1998, Нагано.
- Чемпіон світу 1993 — кращий захисник, учасник ЧС 1992, 1994, 1998, учасник Кубка світу 1996.
- Чемпіон світу серед молоді 1989 і срібний призер 1990, 1991. Чемпіон Європи серед молоді 1989.
- Переможець «Кубка Першого каналу» (1994) — капітан збірної.
- Чемпіон СНД (1992). Бронзовий призер чемпіонату Росії 2005.
- Учасник Матчу всіх зірок НХЛ 2000.

## Статистика

### Клубні виступи
| Сезон        | Клуб                       | Ліга         | Регулярний сезон | Регулярний сезон | Регулярний сезон | Регулярний сезон | Регулярний сезон | Регулярний сезон | Плей-оф | Плей-оф | Плей-оф | Плей-оф | Плей-оф | Плей-оф |
| Сезон        | Клуб                       | Ліга         | І                | Г                | П                | О                | +/-              | ШХ               | І       | Г       | П       | О       | +/-     | ШХ      |
| ------------ | -------------------------- | ------------ | ---------------- | ---------------- | ---------------- | ---------------- | ---------------- | ---------------- | ------- | ------- | ------- | ------- | ------- | ------- |
| 1988–89      | «Торпедо» (Ярославль)      | СРСР         | 23               | 2                | 1                | 3                | —                | 8                | —       | —       | —       | —       | —       | —       |
| 1989–90      | «Торпедо» (Ярославль)      | СРСР         | 41               | 2                | 3                | 5                | —                | 39               | —       | —       | —       | —       | —       | —       |
| 1990–91      | «Торпедо» (Ярославль)      | СРСР         | 41               | 10               | 4                | 14               | —                | 22               | —       | —       | —       | —       | —       | —       |
| 1991–92      | «Динамо» (Москва)          | СНД          | 35               | 5                | 7                | 12               | —                | 14               | —       | —       | —       | —       | —       | —       |
| 1992–93      | «Філадельфія Флаєрс»       | НХЛ          | 82               | 5                | 27               | 32               | 12               | 71               | —       | —       | —       | —       | —       | —       |
| 1993–94      | «Філадельфія Флаєрс»       | НХЛ          | 75               | 5                | 25               | 30               | -8               | 86               | —       | —       | —       | —       | —       | —       |
| 1994–95      | «Торпедо» (Ярославль)      | МХЛ          | 10               | 3                | 4                | 7                | —                | 8                | —       | —       | —       | —       | —       | —       |
| 1994–95      | «Філадельфія Флаєрс»       | НХЛ          | 40               | 5                | 9                | 14               | -4               | 47               | 15      | 1       | 5       | 6       | -2      | 12      |
| 1995–96      | «Торонто Мейпл-Ліфс»       | НХЛ          | 69               | 1                | 10               | 11               | -14              | 54               | 4       | 0       | 0       | 0       | 1       | 0       |
| 1996–97      | «Торонто Мейпл-Ліфс»       | НХЛ          | 74               | 4                | 10               | 14               | -24              | 56               | —       | —       | —       | —       | —       | —       |
| 1997–98      | «Торонто Мейпл-Ліфс»       | НХЛ          | 72               | 0                | 12               | 12               | -13              | 78               | —       | —       | —       | —       | —       | —       |
| 1998–99      | «Торонто Мейпл-Ліфс»       | НХЛ          | 78               | 6                | 22               | 28               | 25               | 88               | 17      | 1       | 5       | 6       | 7       | 22      |
| 1999–00      | «Торпедо» (Ярославль)      | Росія        | 7                | 2                | 3                | 5                | —                | 2                | —       | —       | —       | —       | —       | —       |
| 1999–00      | «Торонто Мейпл-Ліфс»       | НХЛ          | 77               | 3                | 24               | 27               | 2                | 55               | 12      | 1       | 1       | 2       | 4       | 4       |
| 2000–01      | «Торонто Мейпл-Ліфс»       | НХЛ          | 81               | 5                | 19               | 24               | -2               | 52               | 11      | 0       | 4       | 4       | -4      | 12      |
| 2001–02      | «Торонто Мейпл-Ліфс»       | НХЛ          | 55               | 6                | 13               | 19               | 14               | 26               | 0       | 0       | 0       | 0       | 0       | 0       |
| 2002–03      | «Флорида Пантерс»          | НХЛ          | 23               | 1                | 6                | 7                | -12              | 14               | —       | —       | —       | —       | —       | —       |
| 2002–03      | «Лос-Анджелес Кінгс»       | НХЛ          | 42               | 0                | 3                | 3                | -4               | 24               | —       | —       | —       | —       | —       | —       |
| 2002–03      | «Філадельфія Флаєрс»       | НХЛ          | 18               | 2                | 2                | 4                | 7                | 8                | 13      | 1       | 4       | 5       | 7       | 2       |
| 2003–04      | «Локомотив» (Ярославль)    | Росія        | 35               | 7                | 11               | 18               | +9               | 36               | 3       | 0       | 2       | 2       | -2      | 4       |
| 2004–05      | «Сєвєрсталь»               | Росія        | 54               | 6                | 22               | 28               | -4               | 58               | —       | —       | —       | —       | —       | —       |
| 2005–06      | «Металург» (Магнітогорськ) | Росія        | 49               | 8                | 21               | 29               | +23              | 38               | 11      | 5       | 10      | 15      | +7      | 2       |
| 2006–07      | СКА (Санкт-Петербург)      | Росія        | 36               | 1                | 9                | 10               | -2               | 38               | —       | —       | —       | —       | —       | —       |
| 2007–08      | «Сєвєрсталь»               | Росія        | 29               | 0                | 2                | 2                | -7               | 22               | —       | —       | —       | —       | —       | —       |
| 2008–09      | «Сибір»                    | КХЛ          | 56               | 6                | 20               | 26               | -12              | 74               | —       | —       | —       | —       | —       | —       |
| 2009–10      | «Оулун Кярпят»             | Лійга        | 41               | 4                | 14               | 18               | —                | 20               | 8       | 0       | 4       | 4       | —       | 10      |
| Усього в НХЛ | Усього в НХЛ               | Усього в НХЛ | 786              | 43               | 182              | 225              | -21              | 659              | 72      | 4       | 19      | 23      | 13      | 52      |

### Збірна
| Рік                | Команда            | Турнір             | Місце              | І  | Г | П  | О  | ШХ |
| ------------------ | ------------------ | ------------------ | ------------------ | -- | - | -- | -- | -- |
| 1989               | СРСР               | МЧС                | 1                  | 7  | 0 | 3  | 3  | 2  |
| 1990               | СРСР               | МЧС                | 2                  | 7  | 0 | 4  | 4  | 8  |
| 1991               | СРСР               | МЧС                | 2                  | 7  | 2 | 4  | 6  | 2  |
| Молодіжна збірна   | Молодіжна збірна   | Молодіжна збірна   | Молодіжна збірна   | 21 | 2 | 11 | 13 | 12 |
| 1992               | Об'єднана команда  | ОІ                 | 1                  | 8  | 1 | 2  | 3  | 4  |
| 1992               | Росія              | ЧС                 | 5-е                | 6  | 1 | 1  | 2  | 4  |
| 1993               | Росія              | ЧС                 | 1                  | 7  | 1 | 4  | 5  | 10 |
| 1994               | Росія              | ЧС                 | 5-е                | 6  | 1 | 2  | 3  | 12 |
| 1996               | Росія              | КС                 | SF                 | 5  | 1 | 1  | 2  | 2  |
| 1998               | Росія              | ОІ                 | 2                  | 6  | 0 | 0  | 0  | 2  |
| 2004               | Росія              | ЧС                 | 10-е               | 6  | 1 | 1  | 2  | 6  |
| Національна збірна | Національна збірна | Національна збірна | Національна збірна | 44 | 6 | 11 | 17 | 40 |